# Malcolm Glazer
Malcolm Irving Glazer (Rochester, 25 maggio 1928 – Rochester, 28 maggio 2014) è stato un imprenditore statunitense.
Dal 1984 fino alla sua morte ha ricoperto l'incarico di presidente della First Allied Corporation, una holding-company che tratta diversi interessi economici. È stato anche il proprietario   della franchigia di football americano dei Tampa Bay Buccaneers (dal 1995) e della squadra di calcio inglese del Manchester United (dal 2005).

## Biografia
Figlio di un immigrato lituano ebraico di nome Abraham, da cui ha ereditato la sua catena di gioielli, Malcolm Glazer era il quinto di sette fratelli. Ha vissuto principalmente a Palm Beach (Florida), dove nel 1961 ha sposato una donna di nome Linda; la coppia ha avuto sei figli: Avram, Kevin, Bryan, Joel, Darcie e Edward, tre dei quali (Joel, Bryan e Edward) sono tutt'oggi vicepresidenti della First Allied Corporation.
Il 16 aprile 2006 Glazer è stato colpito da un ictus che gli ha causato una perdita di mobilità nel braccio e nella gamba destra; il mese successivo ha subìto un secondo ictus.
Glazer è morto il 28 maggio 2014, all'età di 86 anni, nella sua città natale di Rochester.(New York).